# Cveta Kalejnska
Cveta Kalejnska in bulgaro Цвета Калейнска?, conosciuta come Tsvetta (Veliko Tărnovo, 19 giugno 1988) è una scrittrice, modella e consulente marketing bulgara, internazionalmente conosciuta per aver partecipato al concorso Miss Diaspora Models International Competition a New York City nel 2010.

## Biografia
Cveta è nata e cresciuta a Veliko Tărnovo, in Bulgaria, da una famiglia composta da un professore universitario e un fisico, entrambi di origine bulgara. Kalejnska prende il nome da sua nonna, il cui significato in bulgaro è "fiore". Oltre alla sua lingua madre, Cveta parla inglese, francese, spagnolo e italiano. Nel 2008 Cveta si è trasferita negli Stati Uniti e termina i suoi studi universitari grazie a una borsa di studio. Nel 2012 si è laureata al St. Francis College, con una doppia specializzazione in Marketing Management e International Business and Economics. Nel 2015 ha poi ottenuto una Laurea Magistrale in Public Administration presso il Baruch College dell’Università della Città di New York.

### Pubblicazioni e altre attività
Nel 2011 è stato pubblicato un suo libro di poesie, Flowers From Heaven. Nel 2015 ha pubblicato un libro sui social media intitolato “"#TheQueen: Social Media", distribuito per il mercato bulgaro, e molti dei suoi articoli sono stati pubblicati su giornali e riviste dell’Europa dell’Est, tra cui Cosmopolitan. Inoltre, Kalejnska tiene una rubrica nella rivista scientifica nazionale bulgara “Българска наука” (Bulgarian Science).

### Carriera nei social media
Nel 2012 Cveta è entrata a far parte della Dogs Bollocks 5, un'azienda di ricerca di marketing, dove ha affinato le sue capacità di controllo e analisi dei social media, oltre a quelle di ricerca di marketing. Nel 2015 ha cominciato a lavorare come account director per la Brandwatch, una piattaforma di Enterprise Social Intelligence.

### Carriera nella moda
Nel 2010, Cveta ha vinto il concorso Miss Bulgaria Diaspora USA e ha cominciato una carriera da Modella nonostante sia alta 165 cm. Ha partecipato a servizi fotografici di moda per marchi americani e bulgari. Nel 2011 è stata il volto del Roma Fashion a Sofia, sostenendo gli stilisti di origine nomade. Nel 2014 è stato annunciato che la modella aveva ispirato un'intera collezione di un marchio newyorkese di alta moda. Ha lavorato con le due angenzie di moda Diaspora Models e Planete Chic.

### Attività di beneficenza
Kalejnska ha lavorato sul potenziamento delle ragazze adolescenti tramite GLOW (Girls Leading Our World, una Leadership Academy bulgara); grazie a questo progetto Cveta e GLOW hanno vinto una medaglia d'argento agli Stevie Awards nel 2014. Dal 2013 promuove una campagna nazionale di alfabetizzazione.